# Eleições gerais no Equador em 2013
As eleições gerais equatorianas de 2013 foram realizadas em 17 de fevereiro, devido à aprovação em referendo da nova constituição do país, proposta pelo presidente Rafael Correa.
O presidente equatoriano, Rafael Correa, ganhou um inédito terceiro mandato em seu país já no primeiro turno das eleições. Resultados preliminares divulgados pela autoridade eleitoral, com base em cerca de 75% dos votos apurados, confirmam as pesquisas de boca de urna que apontavam a sua vitória. Segundo os dados oficiais, Correa obteve 56% dos votos contra 23% para o ex-banqueiro Guillermo Lasso, o rival mais próximo dos sete candidatos da oposição na corrida presidencial.
O Alianza PAIS (Patria Altiva y Soberana), partido de Correa, deve ficar com cerca de 90 das 137 cadeiras no Congresso unicameral do país, formado por representantes nacionais e provinciais.
A segunda força, o Creo (Creando Oportunidades), partido do segundo colocado, Guillermo Lasso, surge com apenas 12 congressistas, também de acordo com resultados parciais. 